# Pueblos naj

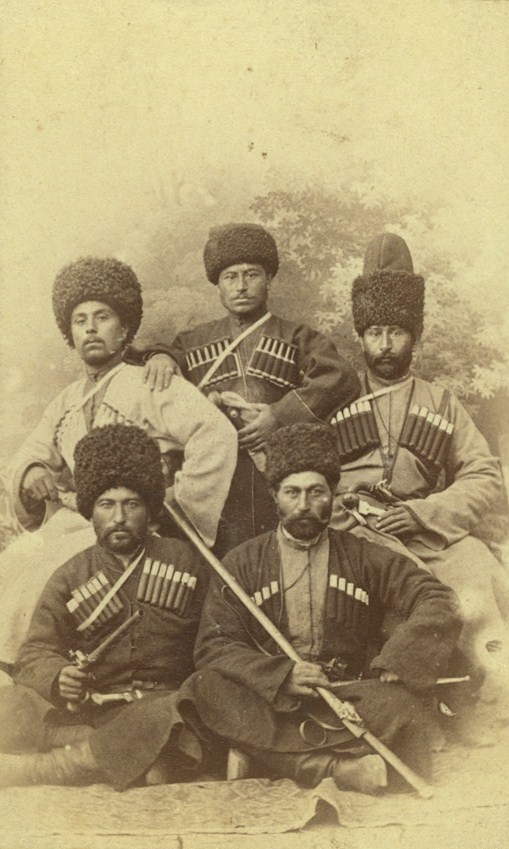
Vainaj en una boda, circa 1870-1886.

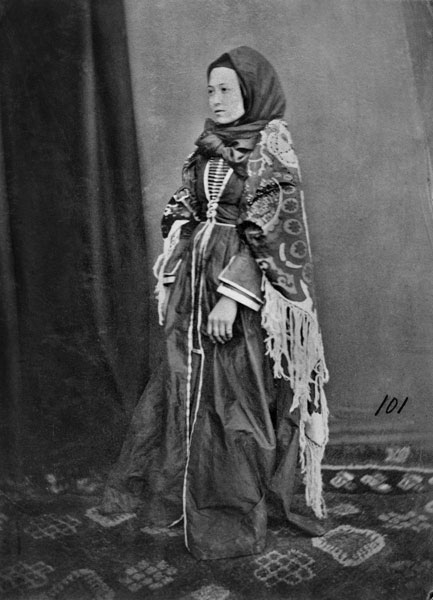
Mujer naj en traje tradicional.1881.

Los pueblos naj son un conjunto de grupos étnicos históricos y modernos que hablan (o históricamente han hablado) lenguas naj y comparten ciertas características culturales. En la actualidad, residen casi completamente en las regiones orientales del Cáucaso Norte, pero históricamente ciertas áreas del Cáucaso Sur también pertenecieron a los naj.
La única rama que sobrevive de las lenguas naj son las lenguas vainaj, en concreto el checheno, el ingusetio y el kist, debido a la extinción de otros pueblos. El único pueblo no vainaj entre los vainaj supervivientes es el pueblo batsi, en el noroeste de Georgia, pero en gran parte han sido asimilados y su lengua está en peligro de extinción.
A pesar de que los vainaj son sólo una rama de los pueblos naj, debido a la situación presente, donde el único naj bien conocido es el vainaj, las palabras vainaj y naj son frecuentemente confundidas.

## Historia
La historia temprana de los pueblos naj ha sido reconstruida en grado de tentativa a partir del análisis lingüístico y las evidencias arqueológicas.
10000–8000 a. C.
Migración de los pueblos naj a las pendientes del Cáucaso desde el Creciente Fértil. Invención de la agricultura, el riego y la domesticación de los animales.
6000–4000 a. C.
Era neolítica. La cerámica es conocida en la región. Asentamientos antiguos cercanos a Ali-Yurt y Magás, descubiertos en tiempos modernos, revelaron herramientas de piedra (hachas, piedras pulidas, cuchillos de piedra, piedras perforadas, platos de arcilla, etc.). En las llanuras se han hallado asentamientos hechos de ladrillos de arcilla. En las montañas se descubrieron asentamientos realizados en piedra rodeados de murallas, algunos de los cuales se remontan al 8000 a. C.
4000–3000 a. C.
Invención de la rueda (3000 a. C.), desarrollo de la equitación, trabajo del metal (cobre, oro, plata, hierro) platos, armaduras, dagas, cuchillos, puntas de flecha. Los artefactos se hallaron cerca de Naser-Kort, Muzhichi, Yi-E-Borz (actualmente Surjaji) y Abi-Goo (ahora Nazrán).
Siglo IV a. C. – siglo XI d. C.
Los clanes de montaña fundaron una alianza de clanes llamada Durzukia, la cual sobrevivió a la Alta Edad Media a pesar de las incursiones de los jázaros, árabes, persas, mongoles y otros. La primera mención del nombre durdzuki fue el relato del escritor árabe Ibn al-Faqih en la primera mitad del siglo VI, declarando "la construcción de Chosroes Anushirvanom (VI) en Durzukia de doce puertas y fortificaciones de piedra. La fuente georgiana Kartlis Tskhovreba claramente declara que los durzuks pagaban tributo a los jázaros.
1239
Destrucción de Maghas, capital de Alania (ambos nombres conocidos solo por árabes) y de la confederación alana de los montañeses del Cáucaso Norte por las tribus de Batu Kan, dirigente mongol y nieto de Gengis Kan
Siglos XII-XV
El Estado de Simsir era una unión de teips vainaj. Empezaron una lucha nacional de liberación del dominio de la Horda de Oro. Tras la invasión mongola se inició la difusión del islam en la región. Parece haberse iniciado en las tierras bajas de los estados vainaj, asociado con la llegada de la lengua árabe y el alfabeto árabe. Inscripciones en monumentos de esta época, conservados en algunos pueblos vainaj, atestiguan también este hecho.
Siglo XVII – presente
Se da la lucha hasta la actualidad por la independencia de Chechenia tras la conquista de los territorios por el Imperio ruso, que llevó al fin del Imanato del Cáucaso (1829-59). Ingusetia es menos abiertamente rebelde, pero aún tienen un peculiarmente problemático conflicto con los osetas. Los batsibi y kist son considerados georgianos y viven en Georgia (principalmente en la región de Tusheti).

## Arquitectura

### Torres
Una característica típica de la arquitectura vainaj en la Edad Media, raramente vista fuera de Chechenia e Ingusetia es una estructura de varios pisos usada como residencia o con fines militares (o ambos). La arquitectura de las torres naj y su técnica de construcción culminó entre los siglos XV y XVII.
Las torres residenciales tuvieron dos o tres pisos, apoyados por un pilar central de bloques de piedra, y estaban coronadas con un tejado de pizarra. Estas torres han sido comparadas con restos de asentamientos de montaña prehistóricos que se remontan al 8000 a. C.
Las torres militares o de combate tenían 25 m o más de alto, con cuatro o cinco pisos y una base cuadrada de aproximadamente 6-7 m de anchura. Se accedía al segundo piso a través de una escalera. Los defensores disparaban al enemigo a través de aspilleras y en la parte superior de la torre había mashikul – balcones colgados o matacanes. Estas torres se coronaban normalmente con un tejado piramidal construido en terrazas y coronado con un agudas agujas de piedra.
Los edificios que combinan las funciones de las torres residenciales y las militares eran intermedias en tamaño entre los dos tipos, y tenían arpilleras y mashikuls.
Las torres naj solían estar sobriamente decoradas con petroglifos religiosos o portadores de buenos augurios, como señales solares o improntas de las manos del constructor, animales, etc.

### Santuarios, templos y mezquitas
El panteón pagano vainaj incluía un dios supremo, Dela, y una diosa de la fertilidad, Tusholi. Existían igualmente cultos fálicos.
Una completa variedad de monumentos peculiares, naturales o artificiales, sirvieron como altares para los rituales. Los vainaj seleccionaban montañas (como el Tsei-Lam Gama), lagos (Galanchoge-Am) y algunas especies de plantas, perales en particular, para realizar rituales. Estos altares eran lugares para la oración y para el sacrificio de animales domésticos.
Los altares más primitivos eran estructuras con forma de pilar con un nicho para velas. Estos altares eran erigidos en las afueras de los pueblos y en los cementerios, para proteger tanto a los vivos como a los muertos. Los mejor conocidos son los altares en forma de pequeñas casas coronadas con el techo inclinado hendido, como el Santuario Miatsil, cerca de Vladikavkaz. 
Desde los siglos XI y XII, se atestigua la influencia cristiana georgiana entre las tribus naj. Son pruebas de la misma la iglesia de Tjaba-Yerdy consagrada a Santo Tomás, en el valle de Asa, y otras existentes en Ingusetia.
La influencia islámica se intensificó entre los siglos XVIII y XIX. Ejemplos de la arquitectura islámica de aquel periodo son las mezquitas en forma de torre de los pueblos de Makazhói y Jimói.

### Necrópolis
Se han conservado criptas de enterramiento del periodo pagano de la historia vainaj, antes de la conversión al islam. Se construyeron subterráneas, aunque no muy profundas, o semisubterráneas. Las posteriores necrópolis en las afueras de los pueblos y santuarios con bóvedas ligeras construidas con aproximación de piedras. Los difuntos se colocaba en estanterías especiales de las criptas, vestidos, con decoraciones y armas.
Los rituales islámicos generales establecieron los entierros al penetrar más profundamente el islam dentro de las regiones montañosas de Chechenia e Ingusetia. Se empezaron a levantar estelas de piedra (churts), inscritas con oraciones y epitafios, y los montañeses más prósperos eran honrados con mausoleos tras su muerte. El mausoleo Borgha-Kash, datado en los inicios del siglo XV y construido para un príncipe nogái, es un buen ejemplo de este tipo.

### Estructuras agrícolas
La carencia de tierra cultivable en cantidad suficiente en las áreas montañosas, forzó a los vainaj a utilizar su territorio de residencia tan eficientemente como fuera posible. Nivelaron las empinadas pendientes pedregosas, creando terrazas apropiadas para la agricultura. En carretas tiradas por burros y bueyes transportaron tierra negra de las tierras bajas y rellenaron con ella las terrazas artificiales. Para maximizar la cosecha se creó un sistema de riego, que constaba de pequeños canales artificiales (taatol, epala, aparri) conectados a los ríos de la montaña. Algunos investigadores, I. Diákonov y S. Stárostin, proponen que epala y aparri pueden corresponderse a los nombres urartu (pili) y hurrita (pilli/un) para referirse a los canales de riego. Algunas estructuras de riego menos complejas fueran instaladas en los llanos.

## Tradiciones

### Vehículos
Los carros y carruajes de los maestros artesanos vainaj eran altamente valorados en la región y más allá, pues sus productos eran comprados no solo por otros pueblos del Cáucaso, sino también por el Imperio ruso. Para apoyar a los productores, no competitivos con la industria rusa, los vainaj eran liberados de impuestos. De esta situación se quejaban los cosacos del Terek en sus cartas al gobierno del Imperio. En 1722 el Ejército Imperial ruso compró 616 vehículos por 1308 rublos, en un momento en el que el salario anual del gobernador de los tres pueblos era de sólo 50 rublos.

### Tejido de alfombras
Desde tiempos antiguos, los vainaj han producido finas alfombras llamadas Istang. Las alfombras vainaj se distinguen por su patrón peculiar y alta calidad. Jacob Reineggs, que visitó la región en el siglo XVIII, informó de que las mujeres chechenas e ingusetias eran hábiles tejedoras de alfombras y flecos. Las alfombras ornamentales vainaj se clasificaban en diferentes grupos según los patrones.
- Alfombra con ornamentos coloridos (en checheno: Khorza istang)
- Alfombra con fleco (en checheno: Khinja yolu istang)
- Alfombra sencilla, sin decoraciones u ornamentos.
- Alfombras de suelo gruesas (en checheno: Kuuz)
- Alfombra de pared costosa (en checheno: Pals)

## Mitología
Sólo unos cuantos fragmentos de la mitología vainaj han sobrevivido a los tiempos actuales. Estos fragmentos, como la saga de los Nart, la tradición cosmogónica, nos informan de los nombres de deidades que personifican elementos animistas, de su tradición cosmogónica, creencias totémicas y un calendario folclórico.

### Leyendas
Las muestras más grandes de la mitología naj son las leyendas de Pjarmat, del lago Galanchoge, la guerra épica de Pjagalberi (que cabalgaban liebres), los Enanos contra los Narts, el lago Kezanói, y mitos sobre cómo nacieron la luna, el sol y las estrellas
El mito sobre el legendario Pjarmat atado al monte Kazbek por el Dios Sela porque robó el fuego celestial de él muestra algunos paralelismos con el mito griego de Prometeo y el georgiano Amirami. La legendaria guerra Pjalberi (jinetes de liebre), entre los Enanos y los Narts puede ser comparado a la griega guerra entre las Grullas y los Pigmeos, según Said-Magomed Jasiev. El mito del Vellocino de Oro parece relacionado con el calendario tradicional naj de once años.

### Leyenda del Lago Kouzan-Am
La leyenda tiene explícita paralelismos con la bíblica Sodoma y Gomorra, y al Lot islámico. La historia nos cuenta que hubo una vez una localidad muy rica en el emplazamiento del actual lago. A pesar de su riqueza, los habitantes de esta ciudad eran muy codiciosas. Una vez, el dios Dela envió a sus representantes en la guisa de mendigos, para probar a la gente. Pidieron a todos los habitantes de la ciudad alimento, pero en respuesta fueron maltratados y expulsados, y sólo una familia pobre de la ciudad compartió con ellos la comida, dejando para ellos un pan quemado y dando un pedazo de pan blanco a sus invitados. Al abandonar la casa, los huéspedes le dijeron a la familia, que en un tiempo, tras la puerta de principal se recogería en charcos, y que cuando eso pasara ellos debían reunir lo mínimo necesario, dejar su casa e ir a las montañas. La familia pobre no desobedeció a los huéspedes e hicieron todo lo que les dijeron. 
Explicaron a los ricos el inminente desastre, y les pidieron que les siguieran, pero su codicia no les permitió dejar sus tesoros. Esa misma tarde la familia asistió al terrible desastre, el agua cubrió su casa y a aquellos que permanecieron allí. En memoria de aquellos terribles acontecimientos, los vainaj nombraron al lago, "lago de la tristeza y la crueldad", lago Kezanói.

### Leyenda del lago Galayn-Am
La leyenda cuenta un incidente que ocurrió cuando dos mujeres decidieron lavar ropa en el agua más pura del lago cercano a su pueblo, el cual era la morada de Tusholi, hija del dios supremo vainaj Dela. En respuesta la ofendida diosa, castigó a las infractoras convirtiéndolas en piedras, y la propia diosa no podía quedarse en el lago corrompido. Se convirtió en un toro mítico y empezó a destruir las casas de la ladera, hasta que fue domado en el emplazamiento de la actual Galayn-Chozh. Los vainaj encontraron uso al animal, que les ayudó a labrar los campos. Sin embargo, en la siguiente primavera, en los campos labrados por el animal sagrado comenzaron a brotar fuentes. El agua inundó los campos y los convirtió en un lago, con lo que Tusholi pudo volver a su apariencia original y encontró morada en el nuevo lago, limpio y puro.

### Cosmogonía y creación
En la antigua cosmogonía naj el universo fue creado por el dios supremo Dela. La Tierra, creada en tres años, era tres veces más grande que los cielos y se hallaba sobre gigantescos cuernos de toro. El reino de los dioses vainaj se hallaba por encima de las nubes. Ishar-Deela era el gobernante del mundo subterráneo, Deeli-Malji, que era más grande que el reino de los humanos y fue creado en siete años. Los naj creían que cuando el sol se pone en el oeste va al inframundo y viceversa. El Deeli-Malji no era un lugar maligno de muertos o no muertos, sino casi similar al mundo superior pero con variaciones en las estructuras sociales. No había juicio tras la vida. Dela-Malj era el dios sol, que tenía un papel central en las celebraciones religiosas. El 25 de diciembre, los naj celebraban el Festival del Sol en honor de su nacimiento.[19]

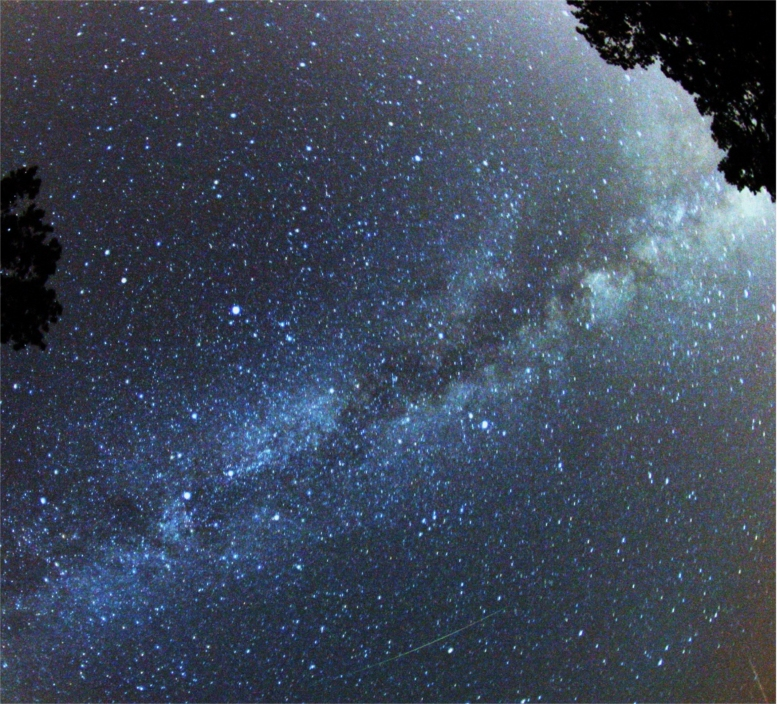
Ča Taqina Tača.

Los nombres de las estrellas y constelaciones estaban también conectados a mitos. De este modo, los vainaj conocían:
- A la Vía Láctea como la "ruta de la paja esparcida" (en checheno: Čun Taqina Tača)
- A la Osa Mayor como las "siete estrellas de los siete hermanos" (en checheno: Vorx Vešin Vorx Seda), que corresponden a los 7 hijos del dios del universo Tq'a. En la versión ingusetia de la leyenda de Pkharmat, los siete hijos de Tq'a fueron castigados por su mujer Jimejninen por ayudar a Magal a robar el fuego de Tq'a. Ella los elevó por los aires, lejos de la tierra y se convirtieron en las siete estrellas.
- Géminis (en checheno: Kovreģina Seda)
- Sirio, Betelgeuse y Procyon como "Estrella Trípode" (en checheno: Qokogseda)
- Orión como "Estrella de la Tarde" (en checheno: Märkaj Seda)
- Capricornio(en checheno: Neģara Bjovnaš)
- Venus, dependiendo de la hora del día, "Estrella del Ocaso" (en checheno: Sadov Seda) y "Estrella del Amanecer" (en checheno: Saxül Seda). El nombre del planeta es Dilbat
- Neptuno (en checheno: Ẋay)

### Cuentos de hadas
En los cuentos de hadas naj pueden hallarse personas con capacidades sobrenaturales, artefactos mágicos, animales míticos como dragones y caballos alados, algunos viajes a otros mundos y magia. En casi todos los cuentos de hada triunfa el bien por encima del mal. Hay leyendas sobre el origen de la defecación, la cual vino como castigo por la codicia de los hombres.

## Religión

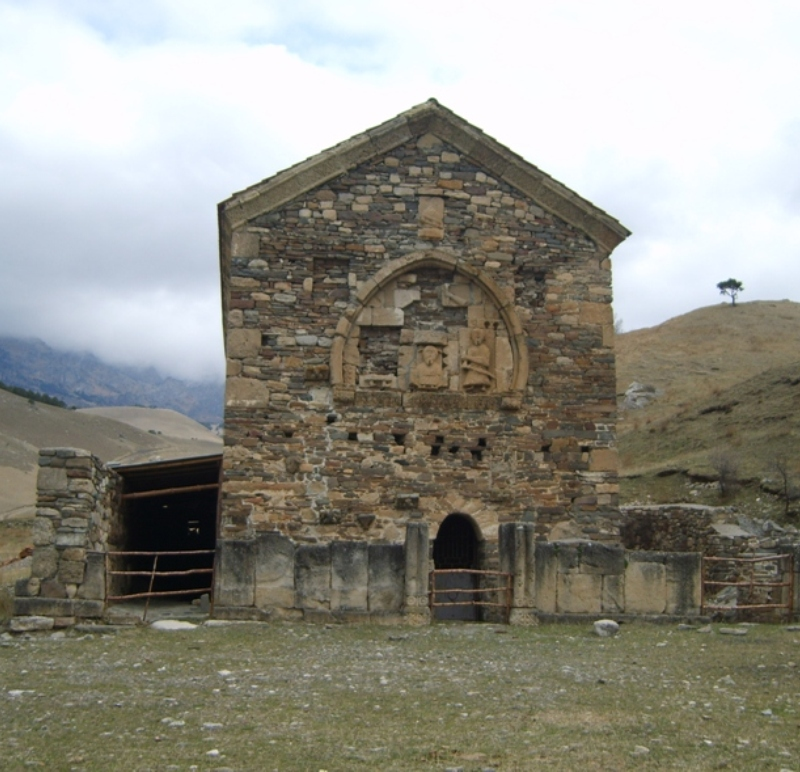
Iglesia de Tjaba-Yerdi en Ingusetia

En la Edad Media la sociedad vainaj sintió una fuerte influencia bizantina, que condujo a la adopción del cristianismo ortodoxo en algunas partes de la región (particularmente en las montañas del sur). Sin embargo, el cristianismo no duró mucho, pues tras la devastación del país por Tamerlán su permanencia fue erosionándose debido a la pérdida de contacto entre el Reino de Georgia y los naj cristianos, con lo que los chechenos e ingusetios, gradualmente, retornaron a sus creencias paganas. Pueblos como los batsi permanecieron siendo cristianos. El islam comenzó a ser predicado y a difundirse por las tierras de los pueblos naj desde los siglos XVI y XVII.
Los vainaj de la actualidad son predominantemente musulmanes (los musulmanes chechenos ascienden a 1.500.000 individuos aproximadamente, mientras que entre los ingusetios son 500.000 musulmanes) de la escuela shafi'i de pensamiento del islam suní. Los kist (unos 7100 individuos) son en parte musulmanes sunníes y en parte cristianos ortodoxos georgianos, mientras que los batsi (unos 3.000) son de esta última religión.
En cuanto a su rito, la mayoría de los chechenos son qadiri, con una considerable minoría naqshbandi. Asimismo, existe una pequeña minoría salafista. Los dos principales grupos - ya que el salafismo es una intrusión moderna en la región, considerada como completamente extranjera - han tenido respuestas diferentes ante los acontecimientos. A modo de ejemplo, las autoridades qadiri inicialmente respaldaron a los bolcheviques ante la promesa de una mayor autonomía de los chechenos respecto a Rusia, mientras que los naqshbandis eran más escépticos ante la sinceridad bolchevique.
No obstante, como es el caso de otros grupos étnicos del Cáucaso, como los georgianos, abjasios y circasianos, el islam no consiguió hacer desaparecer tradiciones de la religión nativa. Muchos chechenos e ingusetios incluso se refieren al Dios musulmán ("Alá") con el nombre de "Dela", que es el dios supremo del panteón naj (es similar a como los georgianos se refieren al Dios cristiano como Ghmerti, su dios principal original). La interpretación naj de la Sharia es más cercana al adat que a la practicada en otros países musulmanes. A pesar de este sincretismo, los pueblos naj son considerados musulmanes o cristianos ortodoxos. Con la excepción de Dela, no hay continuidad del resto del panteón naj, aunque sí que hay costumbres que puedan tener relación con la religión pagana, como la construcción de las mezquitas junto a cursos de agua, como los santuarios antiguos y la especial reverencia al adat.
Existe una considerable tensión dentro de la comunidad chechena respecto a la religión, encuadrada en el conflicto entre los panislamistas (wahabitas, salafistas), que abogan por la "limpieza del Islam de impurezas y sincretismos" ("deschechenizar" el islam en Chechenia para hacerlo más acorde al global), y aquellos que consideran la forma indígena sincrética como superior, o como una tradición nacional que debe ser defendida. Entre los movimientos que han reclamado la tierra de Ichkeria, tanto el exiliado gobierno de la República Chechena de Ichkeria como el gobierno instalado por Rusia presidido por Ramzan Kadirov son grandes enemigos del salafismo, mientras la reacción al movimiento por parte de los grupos ligados al Emirato del Cáucaso es considerablemente más positiva, como puede apreciarse en declaraciones del exlíder terrorista Dokú Umárov.

## Estructura social

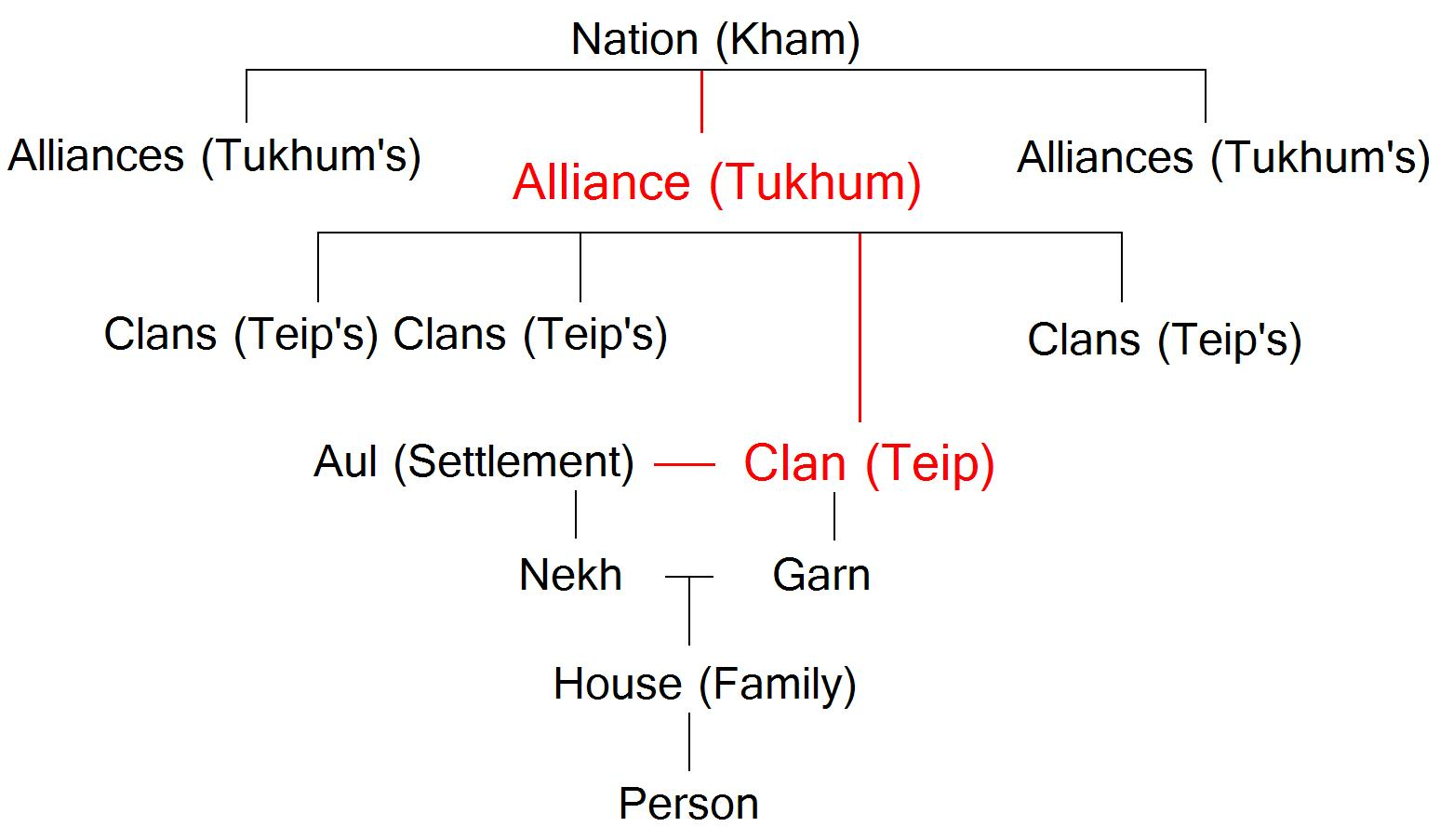
Sistema social vainaj.

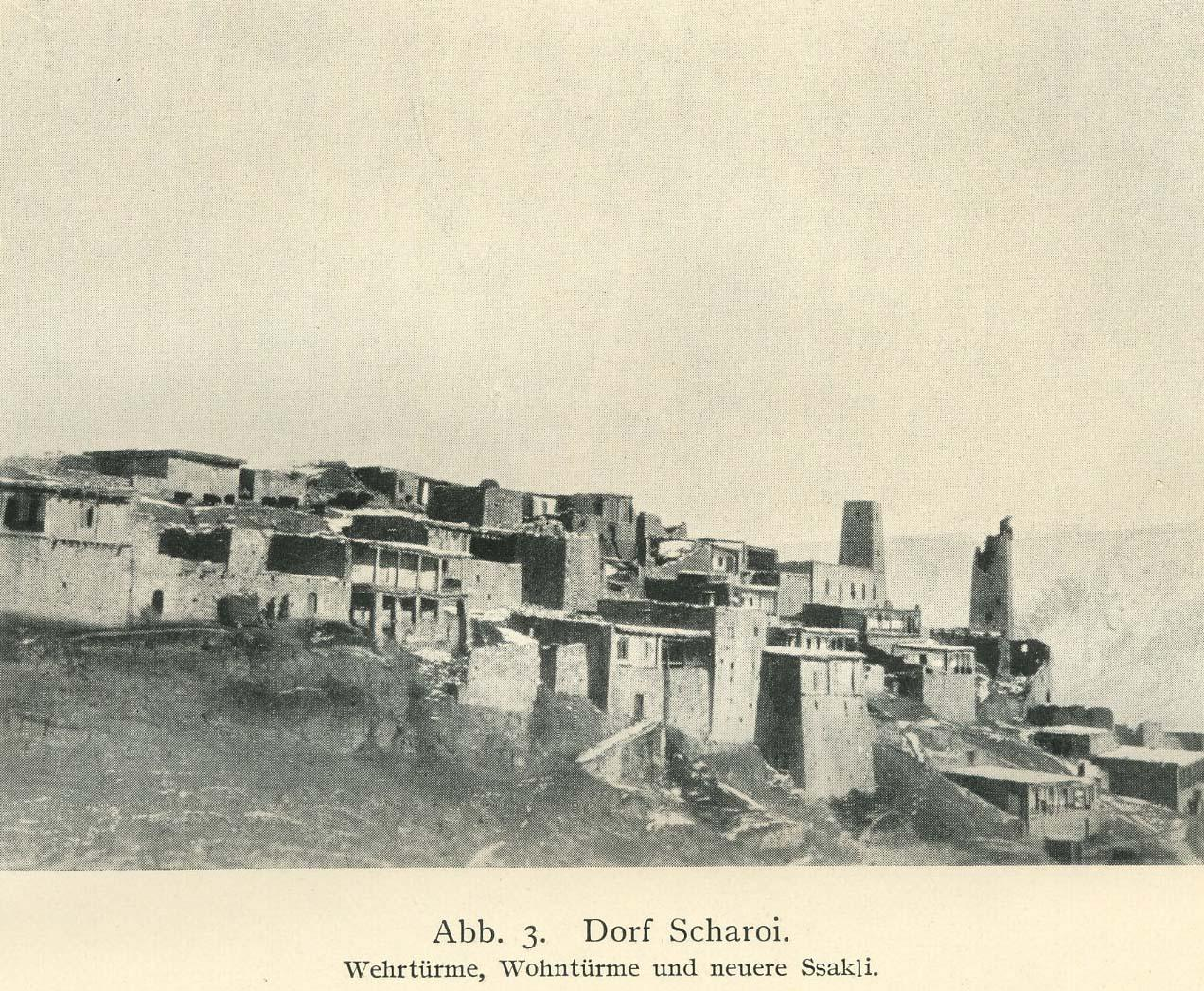
Sharói, centro del tukjum Sharói.

Tradicionalmente los pueblos naj están organizados en una sociedad con un sistema de clanes muy desarrollado y complejo, en el que los individuos se hallan unidos en un primer grado en grupos familiares conocidos como tsa ("casa"). Varios tsa forman un gar ("rama") o nej ("camino"), mientras que varios gar forman un teip. El teip es la unidad de organización tribal de los vainaj. Cuenta con su propio Consejo de Ancianos y une a la gente en los aspectos político, económico y militar.
La mayoría de teips forman alianzas político-militares o económico-militares conocidas como tukjum. Los tukjums están gobernados por una Cámara Representativa de los Teips, el Teipan-Jelli. El Consejo de Ancianos de cada teip elige a una o varias personas para representarlo en el Tukjum-Jelli, el Consejo del Tukjum. Los nuevos teip se agregan a los tukjums en consideración su localización geográfica y debe ser aprobado por el Consejo de Ancianos del tukjum. No obstante, la inclusión en la alianza de un teip se produce por deseo de sus integrantes, pues no se puede forzar a un teip a ingresar en un tukjum.
Para resolver asuntos de escala nacional se reúne el Mejk-Jel, el Consejo del Pueblo. Los representantes del Consejo son elegidos por cada Consejo de Tukjum y tiene una enorme influencia en el destino del pueblo naj. Puede empezar una guerra o impedir que un tukjum o teip empiece una guerra. Así, en el siglo XIV, se prohibió al tukjum Akki luchar contra los reyes kabardianos. El tukjum Orstjói o karabulaki fue proscrito por su desobediencia, en una ocasión en la que destruyeron completamente a los clanes auj del norte de Daguestán. El Mejk-jel puede reclutar un ejército de todas las partes de Chechenia e Ingusetia contra quien desobedezca sus órdenes. Se puede reunir en diferentes lugares y en diferentes momentos. Se reunía en el Terlói Mojk t Akki Mojk en la región de Galainchoge, donde se conserva la gigantesca piedra del Mejk-Jelli, alrededor de la cual sus miembros discutían los asuntos.
Los Consejos vainaj tienen la responsabilidad de mantener el respeto a la ley y el orden. Si un problema no se resuelve en el Consejo del teip se traslada al Consejo del tukjum y de él al Mejk-Jelli. El nombre Mejk proviene de la palabra Mojk, que significa Estado. En la cumbre de la estructura social se halla el Jam, que en la mayoría de los idiomas naj indica la Nación.

### Estructura política
Muchos observadores, incluyendo a rusos como León Tolstói, quedaron muy impresionados por la naturaleza democrática del sistema nativo checheno de gobierno anterior a la conquista rusa. Según el ichkeriófilo occidental Tony Wood, los vainaj en general y los chechenos particularmente -ya que ingusetios y batsi cayeron con mayor frecuencia bajo la dominación extranjera, lo que resultó en un desarrollo menor de los valores democráticos-, son uno de los pocos pueblos en el mundo con un sistema indígena similar a la democracia. Otros citados a menudo son los escoceses, los albaneses y los vascos, y es de destacar comparten con los vainaj el ser pueblos montañeses con una organización basada en los clanes y un fuerte ligamen con el concepto de libertad). A mediados del siglo XIX, varias tribus circasianas se rebelaron contra su aristocracia tradicional y establecieron una sociedad democrática igualitaria, adoptando parte del sistema naj. Este sistema, extendido al resto de tribus circasianas, vería su final con la conquista rusa de la totalidad del Cáucaso.
Este sistema es tiene caracteres en común con el sistema republicano democrático occidental. Consta de un gobierno central con un cuerpo legislativo, el (Mejk-Kel), un organismo similar al poder ejecutivo (el Consejo de Tukjums), así como un poder judicial (el resto de Consejos). El adat y otras fuentes hacen la función de constitución. Los miembros de los tres principales Consejos son elegidos.
Durante el periodo soviético y el de la nueva Rusia, el sistema nativo naj fue criticado por las autoridades, que han visto en él una fuerza desestabilizadora y un obstáculo para el mantenimiento del orden, "muestra del natural anárquico de las etnias del Cáucaso". El sistema y los conceptos de libertad e igualdad intrínsecos al mismo han tenido han sido considerados una razón principal de la persistencia de la resistencia intensa al gobierno ruso, así como el hecho de carecer de una élite que pueda ser cooptada por las autoridades del Estado.

### Teips de origen extranjero
De acuerdo a las costumbres y códigos morales naj como el adat, la hospitalidad es considerada como muy importante, sólo detrás de la libertad y la igualdad. Por ello tiene un profundo efecto en el funcionamiento del sistema de teip. En varias ocasiones, grupos de origen foráneo han sido completamente integrados en el sistema, como un nuevo teip. Un ejemplo es el de los alemanes del Cáucaso que vivieron entre los chechenos durante su traslado a Kazajistán. Tras trece años de convivencia parte de los mismos decidieron unirse al sistema, siendo fundado por M. Weister. Del mismo modo ha habido periodos en los que los judíos chechenos fundaron su propio teip (Dzugtói). Otros teips fueron formados, a veces temporalmente, por rusos (teip Orsi, Arsói), polacos o ucranianos. Estos teips son vistos como parte del Jam, a pesar de su origen extranjero.